# 長禄・寛正の飢饉
長禄・寛正の飢饉（ちょうろく・かんしょうのききん）は、長禄3年（1459年）から寛正2年（1461年）にかけて日本全国を襲った大飢饉のこと。『碧山日録』『大乗院寺社雑事記』に史料が豊富に残る。

## 経緯
長禄3年は全国的な旱魃に加えて、関東地方の享徳の乱、畿内の台風などによって西日本を中心に飢饉が発生、翌年にも大雨による水害と旱魃が交互に訪れた上に虫害と疫病も加わって飢饉が全国で拡大した。さらに畠山氏の家督争い、斯波氏の長禄合戦などによって、両氏の領国では一層事態が深刻化した。
京都では長禄3年（1459年）旧暦8月に台風が直撃し、賀茂川が氾濫して多数の家屋が流出し、数え切れないほどの死者が出たほか、飢饉がより深刻化した寛正2年（1461年）には、大量の流民が市中に流れ込み事態はより悪化した。同年正月の京都にはすでに乞食が数万人いたとされ、この年の最初の2か月で8万2千もの餓死者が出ている。だがこれだけの惨事にもかかわらず、室町幕府の将軍足利義政は花の御所の改築に夢中で世事に関心を示さず、見かねた後花園天皇の諫言をも無視した。一方で義政の夢枕に父・足利義教が現れ、民を救うことが自分の供養になると諭され、民の救済に積極的に乗り出したとする話も伝えられている。こうした混乱は、6年後に発生する応仁の乱の下敷きともなった。
時宗の願阿弥は、勧進による飢人の供養を将軍義政に願い出てその許しを得、京都六角堂の南に舎屋を設けて粟粥などを流民に施し、連日8千人規模の慈善活動を行ったという。しかし餓死者は減らず、ひと月足らず（2月6日から30日まで）でこれを撤収、次いで四条五条の橋下に、ひと穴千体あるいは2千体ともいわれる屍体を埋め、鴨川の河原に塚を築いてこれを弔った。願阿弥が施行を断念した翌月、将軍義政は五条橋（今の松原橋）橋上での施餓鬼を建仁寺に命じて、餓死者の慰霊を行わせた。また翌4月にも五山の相国寺（10日四条橋）、東福寺（11日四条橋）、万寿寺（17日五条橋）、南禅寺（20日四条橋）、天龍寺（22日渡月橋）がそれぞれ施餓鬼を行っている。
また、延暦寺の支配下に置かれて浄土真宗の活動を禁じられていた本願寺では蓮如が救済活動の傍ら延暦寺からの独立を図ってその怒りを招き、いわゆる寛正の法難の原因となった。